# Moonraker (film)
Pour les articles homonymes, voir Moonraker.
Série
L'Espion qui m'aimait
(1977) Rien que pour vos yeux
(1981)
Pour plus de détails, voir Fiche technique et Distribution.
Moonraker [ˈmuːnɹeɪkə]  est un film d'espionnage franco-britannique réalisé par Lewis Gilbert et sorti en 1979.
Il s'agit du onzième opus de la série des films de James Bond produite par EON Productions. Roger Moore incarne James Bond pour la quatrième fois. Il s'agit de l'adaptation cinématographique du roman Moonraker d'Ian Fleming, paru en 1955.

## Synopsis

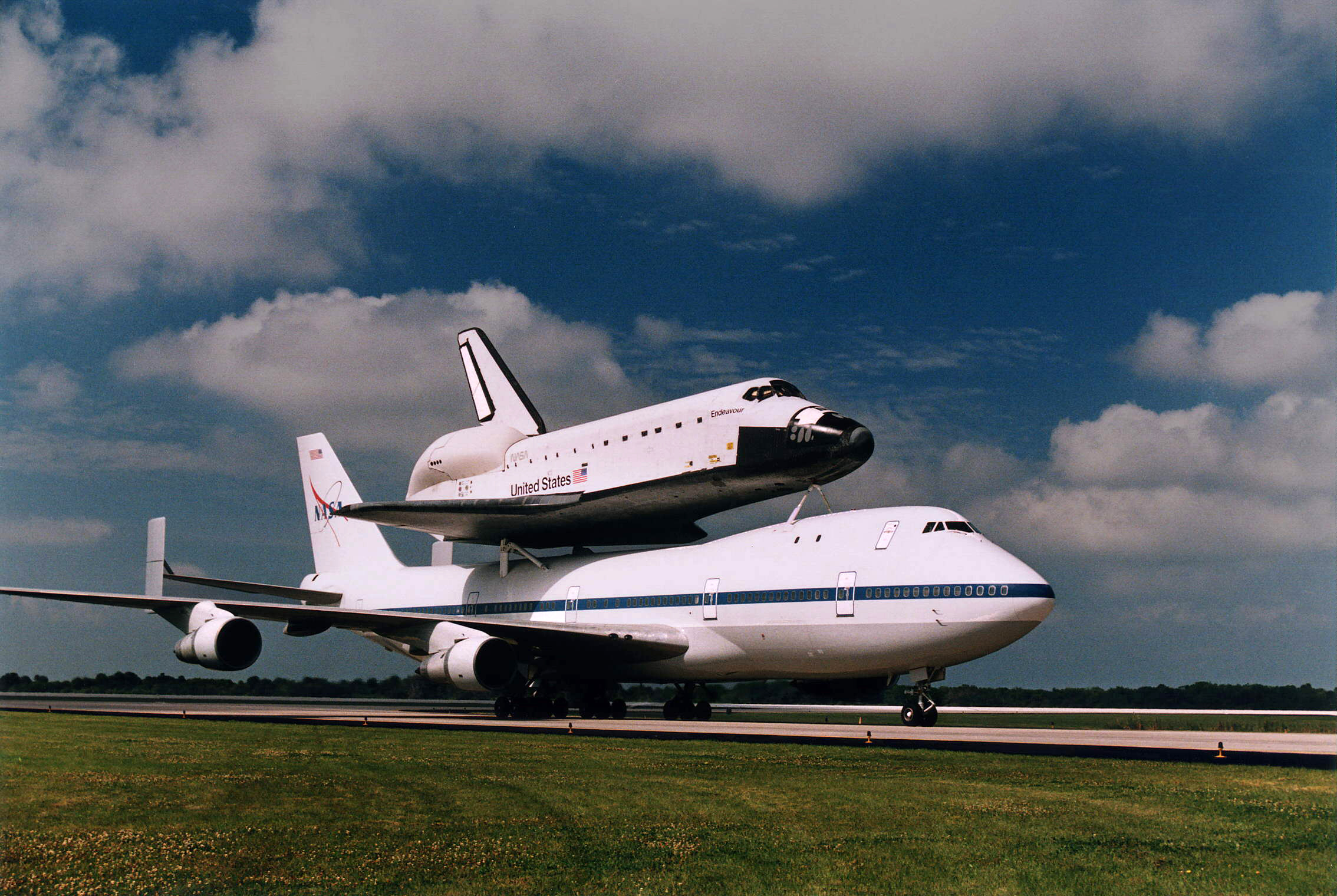
Transport de la navette spatiale

La navette spatiale américaine Moonraker est volée en plein ciel lors d'un transfert vers l'Angleterre, entraînant la destruction du Boeing 747 porteur. Peu après, le MI6, prévenu, attend l'agent secret britannique James Bond, de retour de sa mission en Afrique.
À bord de l'avion du retour, l'espion est mis en joue par l'hôtesse, puis par le pilote, ce dernier détruisant le poste de pilotage avant de sauter en parachute après un combat rapide. James est poussé hors de l'avion par Requin qui saute également. Bond réussit à voler le parachute de Requin et le déclenche pour esquiver Requin, lequel finit dans la toile d'un chapiteau de cirque.
M charge James Bond de l'enquête sur la disparition de Moonraker, confiée au gouvernement britannique. 007 se rend aux États-Unis pour interroger le responsable de la construction de la navette, Sir Hugo Drax. Guidé par la pilote de Drax, Corinne Dufour, Bond rencontre ce dernier, qui feint de collaborer afin de retrouver la navette. Une fois Bond parti, il ordonne à Chang, son complice, de tuer Bond.
Bond rencontre ensuite le docteur Holly Goodhead, chargée de lui faire visiter les lieux. Chang tente une première fois de tuer Bond en utilisant une centrifugeuse : son plan échoue. La nuit, Bond se rend dans la chambre de Corinne pour obtenir des renseignements. La brune tombe sous son charme et Bond lui fait l'amour. Ensuite, aidé par Corinne, gênée de trahir son patron, il trouve le coffre-fort de Drax et prend alors des clichés de plans qui s'y trouvent. En sortant, lui et Corinne se font repérer par Chang.
Le lendemain, Drax invite Bond à une partie de chasse. Espérant le tuer, il ordonne à un tireur de l'abattre de loin. Bond parvient à le repérer et manque exprès sa cible afin d'abattre le tueur. Plus tard, Corinne, inquiète, arrive à son tour. Drax, ayant appris sa trahison, licencie la jeune femme qui essaie vainement de nier les faits. Il la punit cruellement en lâchant ses chiens contre elle. Corinne s'enfuit, les dobermanns la rattrapent et elle meurt dévorée vivante.
007 se rend ensuite à Venise, afin d'enquêter sur un magasin de verrerie, dont il a vu le logo sur les papiers de Drax. Il découvre Holly, également présente, et la suit. Il se rend alors compte qu'elle n'est pas un docteur au service de Drax : c'est une espionne de la CIA qui enquête sur ce dernier. Bond infiltre le magasin de nuit et découvre un laboratoire secret. Il dérobe un produit, puis assiste à la mort des scientifiques tués par la chute d'une fiole remplie d'un gaz mortel. Alors qu'il s'apprête à sortir, Chang réapparaît et l'attaque. Au terme du combat, Bond tue Chang en le jetant du haut d'une tour.
Le lendemain, Bond, M et le ministre de la Défense britannique se rendent au laboratoire. Drax l'a déjà fait déménager et il n'y a plus rien. Furieux d'avoir été humilié, le ministre ordonne la mise à pied de 007. Il se rend alors à Rio de Janeiro, officiellement pour se reposer, officieusement pour continuer d'enquêter sur Drax. Ce dernier, à la suite de la mort de Chang, engage un nouvel homme de main, qui se trouve être Requin, un vieil ennemi de Bond.
Toujours à Rio, Bond, accompagné de son contact Manuela, se rend dans l'entrepôt de Drax, vidé, le soir du carnaval de Rio. Requin tente d'assassiner Manuela qui faisait le guet avant que les fêtards n'emmènent ce dernier avec eux. Bond comprend que Drax fait également déménager son entrepôt en observant des avions décoller de l'aéroport. Pendant cette surveillance, il retrouve Holly.
Tous deux redescendent de la colline dans une cabine de téléphérique. À bord, ils se font attaquer par Requin qui s'est introduit dans la cabine avec l'aide d'un complice qui a pris la place du machiniste. Bond et Holly échappent de peu à ce dernier, qui se retrouve alors seul dans la cabine de téléphérique qui entre en collision avec la station d'en bas. Le tueur rencontre alors une femme prénommée Dolly, et les deux tombent amoureux. Des hommes de Drax capturent Bond et Holly. Bond s'échappe, sans Holly qui est introuvable.
Le lendemain, 007 se rend dans la savane brésilienne retrouver Q dans un village. Celui-ci a terminé d'analyser le produit venant du laboratoire de Venise, qui se trouve être un puissant poison agissant seulement sur les humains. Il provient d'une variété d'orchidée qui pousse le long d'une rivière située dans la forêt vierge amazonienne.
Bond se rend à la rivière, où il est à nouveau poursuivi par Requin. Grâce au bateau suréquipé de Q, l'espion échappe à Requin et se rend plus loin dans la jungle. Pendant son exploration, il est invité à suivre une jolie femme vers un lieu mystérieux où se trouve la base de Drax, là où poussent les orchidées. Une fois arrivé, Bond échappe à une nouvelle tentative de meurtre de la part de Drax qui voulait le donner en pâture à son python. Drax, déçu, emmène l'espion ailleurs dans sa base, où se trouve le Moonraker volé, ainsi que cinq autres navettes. Drax projette d'utiliser le poison pour éliminer l'espèce humaine de la Terre et repeupler la planète d'une nouvelle race de couples sélectionnés selon ses critères. Il tente de tuer Bond et Holly, qui était prisonnière dans la base, en les mettant au pied d'une fusée qui décolle. Ils s'enfuient de justesse en prenant les places de pilotes d'une navette.
En orbite, les six navettes s'amarrent à une station spatiale, indétectable depuis la Terre grâce à un brouilleur. Alors que Drax commence à lancer son poison mortel depuis sa station, Bond et Holly désactivent le brouilleur afin que des appareils terrestres puissent localiser la station. Ils se font capturer par Requin, accompagné de son amie Dolly.
Alors que Drax ordonne à Requin d'éliminer Bond et Holly, Bond fait comprendre à Requin que seuls les êtres parfaits ont été sélectionnés par Drax pour repeupler la Terre et que celui-ci éliminera ceux qui ne correspondent pas à ses critères. Conscient alors que lui et Dolly ne remplissent par les critères, Requin se retourne contre Drax et aide Bond à neutraliser les gardes. Au même moment, une navette américaine arrive à la station. Les soldats neutralisent les gardes. Drax s'enfuit, Bond le rattrape et lui lance une fléchette empoisonnée. Neutralisé, Drax est éjecté par Bond dans l'espace.
Aidés par Requin qui est toujours dans la base, Bond et Holly s'enfuient dans une navette. La base explose. La partie dans laquelle se trouvent Requin et Dolly est détachée du reste juste avant. Bond et Holly rattrapent les capsules de gaz et les détruisent.
Quelques minutes plus tard, les ébats en apesanteur de Bond et Holly en orbite autour de la terre sont retransmis en vidéo en simultané à la Maison-Blanche et à Buckingham Palace.

## Fiche technique
Sauf indication contraire, les informations mentionnées dans cette section peuvent être confirmées par la base de données cinématographiques IMDb,  présente dans la section « Liens externes ».
- Titre original et français : Moonraker
- Titre original complet : Ian Fleming's Moonraker
- Réalisation : Lewis Gilbert et Ernest Day et John Glen (seconde équipe)
- Scénario : Christopher Wood, d'après le roman éponyme d'Ian Fleming
- Musique : John Barry ; chanson du générique interprétée par Shirley Bassey
- Direction artistique : Max Douy et Charles Bishop
- Décors : Ken Adam
- Costumes : Jacques Fonteray
- Photographie : Jean Tournier
- Effets spéciaux : John Evans
- Coordinateur des combats et des cascades : Claude Carliez et Bob Simmons et leurs équipes
- Production : Albert R. Broccoli
  - Production déléguée : Michael G. Wilson
- Sociétés de production : EON Productions (Royaume-Uni) ; Les productions Artistes associés (France)
- Société de distribution : United Artists
- Budget : 34 millions dollars[3]
- Pays de production :  Royaume-Uni,  États-Unis,  France
- Langues originales : anglais, italien
- Format : couleur - 2,35:1 - Dolby stéréo
- Genres : espionnage, action, science-fiction
- Durée : 130 minutes
- Dates de sortie[4] :
  - Royaume-Uni : 26 juin 1979 (avant-première à Londres) ; 28 juin 1979 (sortie nationale)
  - États-Unis : 29 juin 1979
  - France : 10 octobre 1979

## Distribution
Sources et légendes : Version française (VF) sur AlloDoublage
| - Roger Moore (VF : Claude Bertrand) : Commandeur James Bond/ 007 - Lois Chiles (VF : Monique Thierry) : Dr Holly Goodhead - Michael Lonsdale (VF : Lui-même) : Hugo Drax - Richard Kiel (VF : Georges Atlas) : Requin (Jaws en VO) - Corinne Cléry (VO : Nikki van der Zyl ; VF : Francine Lainé) : Corinne Dufour - Bernard Lee (VF : Jean Brunel) : M - Geoffrey Keen (VF : René Berthier) : Sir Frederick Gray, ministre de la Défense - Desmond Llewelyn (VF : Bruno Balp) : « Q » - Lois Maxwell (VF : Paule Emanuele) : Miss Moneypenny - Toshiro Suga (VF : Med Hondo) : Chat (Chang en VO) - Emily Bolton (VF : Évelyn Séléna) : Manuela - Blanche Ravalec : Dolly, l'amie de Requin - Walter Gotell (VF : Yves Barsacq) : Général d'armée Anatol Alexis Gogol, directeur du KGB - Mike Marshall (VF : Lui-même) : Colonel Scott - Jean-Pierre Castaldi (VF : Lui-même) : pilote du jet privé Apollo (pré-générique) - Leila Shenna (VF : Anne Kerylen) : hôtesse du jet privé Apollo (pré-générique) - Irka Bochenko : réceptionniste de la verrerie Venini - Anne Lonnberg (VF : Jeanine Freson) : guide du musée vénitien | - Alfie Bass : fumeur italien sur le pont - Brian Keith : capitaine de la navette spatiale américaine - Georges Beller (VF : Lui-même) : le chef-technicien dans la station spatiale de Drax - Claude Carliez : le gondolier - Béatrice Libert : Mlle Deladier, une fille de Drax - Catherine Serre : la comtesse Labinsky, une fille de Drax - Nicaise Jean-Louis : une fille de Drax - Daniel Breton : un homme de main de Drax (non crédité) - Michel Berreur : le conducteur du bateau des hommes de mains (non crédité) - Guy Delorme : l'assassin dans l'arbre (non crédité) - Patrick Floersheim : le pilote de la navette Moonraker (pré-générique) (non crédité) - Benoît Ferreux : le deuxième pilote de la navette Moonraker (pré-générique) - David Gabison : le lanceur de Moonraker 2 (non crédité) - Jean Rupert et Marc Mazza : les techniciens dans le laboratoire Venini (non crédités) - Albert R. Broccoli : un passant à Venise (caméo) (non crédité) - Michael G. Wilson : un homme devant la verrerie Venini / un homme sur un pont / un contrôleur de la NASA (caméos) (non crédité) |

## Lieux de l'action
- Angleterre, Londres
- Espagne
  -  Galice (Chute de Requin sans parachute sur un cirque, pré-générique)
- États-Unis
  -  Californie (usine de Drax, résidence et bureaux de Drax en réalité tournés en France )
- Italie, Venise (verrerie Venini)
- Brésil
  - Rio de Janeiro
  - Mont du Pain de Sucre
  - Forêt amazonienne
- Espace (station spatiale de Drax en orbite autour de la Terre)

## Production

### Genèse et écriture
Le générique de fin du précédent film L'Espion qui m'aimait disait que James Bond reviendrait dans Rien que pour vos yeux. À la suite du succès de Star Wars en 1977, les producteurs décident d'adapter d'abord le roman Moonraker (initialement édité en France avec le titre : Entourloupe dans l'azimut). Ce roman, publié par Ian Fleming en 1955, avait déjà été acheté par l'acteur John Payne, avant d'être revendu quelques années après à Harry Saltzman, producteur historique de la saga avec Albert R. Broccoli.
Pour entrer dans la science-fiction, l'intrigue du roman est fortement modifiée, conservant seulement quelques éléments, comme le personnage de Hugo Drax. Le scénariste de Vivre et laisser mourir et de L'Homme au pistolet d'or, Tom Mankiewicz, écrit alors un traitement[Quoi ?], finalement rejeté. L'écrivain Christopher Wood, déjà scénariste de L'Espion qui m'aimait est engagé.

### Attribution des rôles
Le film étant une coproduction française, il réunit plusieurs acteurs français dont Michael Lonsdale, Corinne Cléry, Blanche Ravalec ou encore Jean-Pierre Castaldi, Guy Delorme, Georges Beller.
L'actrice Lois Chiles, qui joue le rôle de l'agent de la CIA Holly Goodhead, a failli interpréter le rôle d'Anya Amasova dans L'Espion qui m'aimait. C'est en voyageant ensuite par hasard avec le réalisateur Lewis Gilbert qu'elle se voit proposer le rôle de Holly Goodhead.
Richard Kiel reprend le rôle de Requin, cette fois-ci aux services de Drax en remplacement de Chang, à la demande du fils du producteur Michael G. Wilson. Admiratif envers le personnage, il a même souhaité que l'on fasse de celui-ci quelqu'un de gentil[réf. nécessaire].
L'une des « élues » de Drax est jouée par Melinda Maxwell, âgée de 22 ans à l'époque, la fille de Lois Maxwell (qui joue le rôle de Miss Moneypenny).
Claude Carliez, en plus d'être le coordinateur des combats à mains nues de ce film, incarne brièvement le personnage du gondolier.

### Tournage
Le tournage débute le 14 août 1978 et s'achève le 27 février 1979. Le tournage habituellement situé sur le plateau 007 des Pinewood Studios est cette fois délocalisé en France, en raison de taxes trop fortes au Royaume-Uni à cette époque. Seuls quelques intérieurs et tous les plans à effets spéciaux (vues spatiales, miniatures) sont tournés à Pinewood en Angleterre[réf. nécessaire].
Un plateau gigantesque est construit par Ken Adam en France. Le tournage alterne à partir d'août 1978 entre les studios d'Épinay-sur-Seine et ceux de Boulogne-Billancourt. Des tonnes de métal sont utilisées pour créer la station spatiale. La construction de l'intérieur de la station spatiale coûta 650 000 $ à la production. Certaines scènes du manoir de Drax ont été tournées à la carrière de Livry-Gargan.
Les extérieurs et le Grand Salon du manoir de Drax, situé en Californie dans l'histoire, ont en réalité été tournés en France au Château de Vaux-le-Vicomte près de Melun en Seine-et-Marne (septembre 1978). Les scènes d'intérieurs ont, quant à elles, été tournées au Château de Guermantes dans le même département. La rencontre entre James Bond et Holly Goodhead a été tournée en France au 5e étage du  Centre national d'art et de culture Georges-Pompidou à Paris.
Alors que les intérieurs du QG de la Pyramide de Hugo Drax ont été tournés en studio et dans une carrière de gypse en Île-de-France, les extérieurs l'ont été sur le site maya des Pyramides de Tikal au Guatemala[réf. nécessaire].
La scène en extérieur où Bond, poursuivi par Requin, s'échappe à bord d'un deltaplane a pour cadre les Chutes d'Iguazú situées à la frontière entre l'Argentine et le Brésil[réf. nécessaire].
Le reste du tournage : 
- États-Unis
  - Aéroport international de Los Angeles,  Californie
  - Palmdale,  Californie
  - Port Sainte-Lucie,  Floride
  - Silver Springs,  Floride
- Italie
  - Venise
    - Murano
    - Grand Canal
    - Rio de Santa Caterina
    - Place Saint-Marc
    - Hôtel Danieli
- Brésil[14]
  - Fleuve Amazone
  - Rio de Janeiro
    - Aéroport international de Rio de Janeiro-Galeão
    - Mont du Pain de Sucre

Lieux d'actions selon la chronologie du film
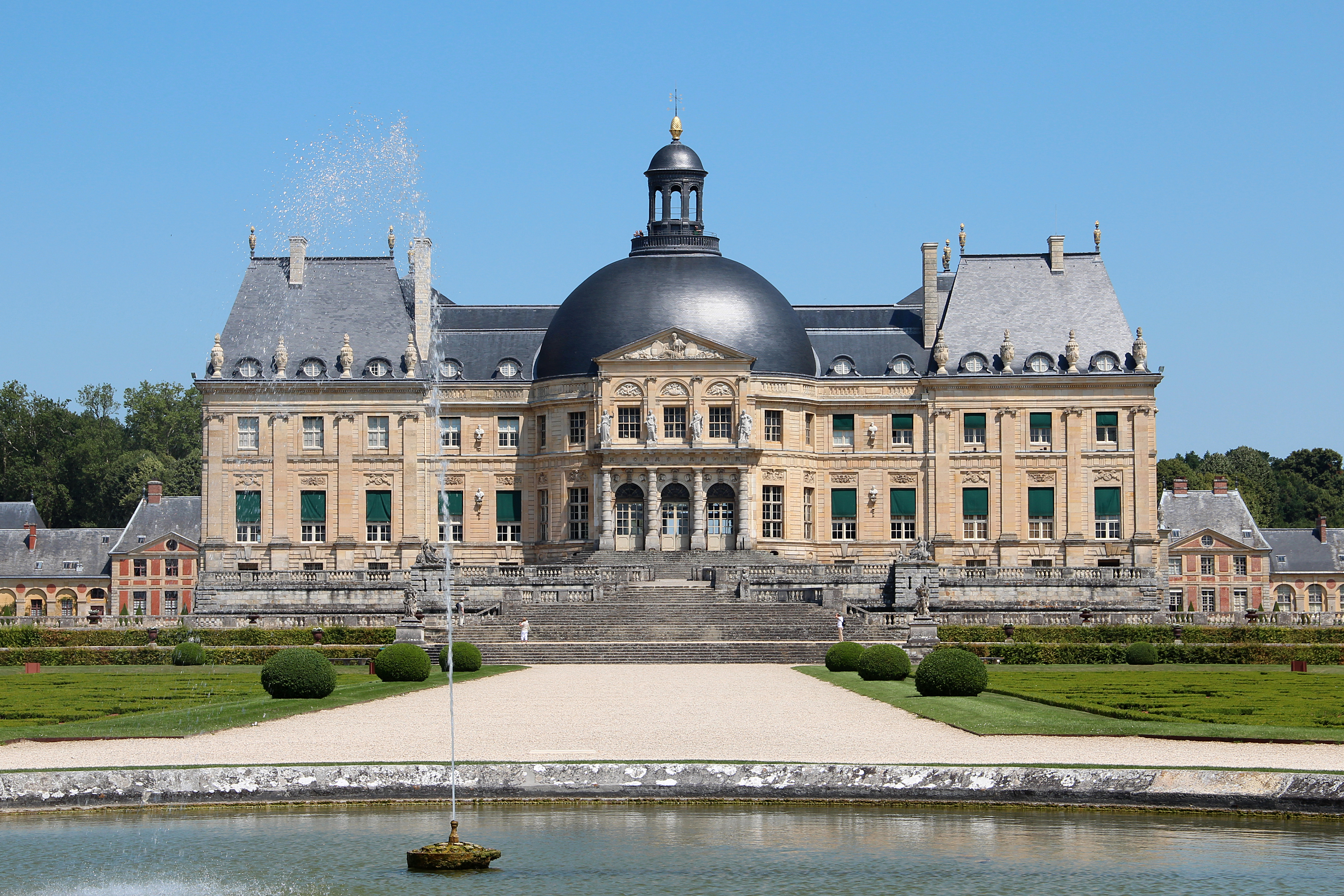
Château de Vaux-le-Vicomte, le château de Drax
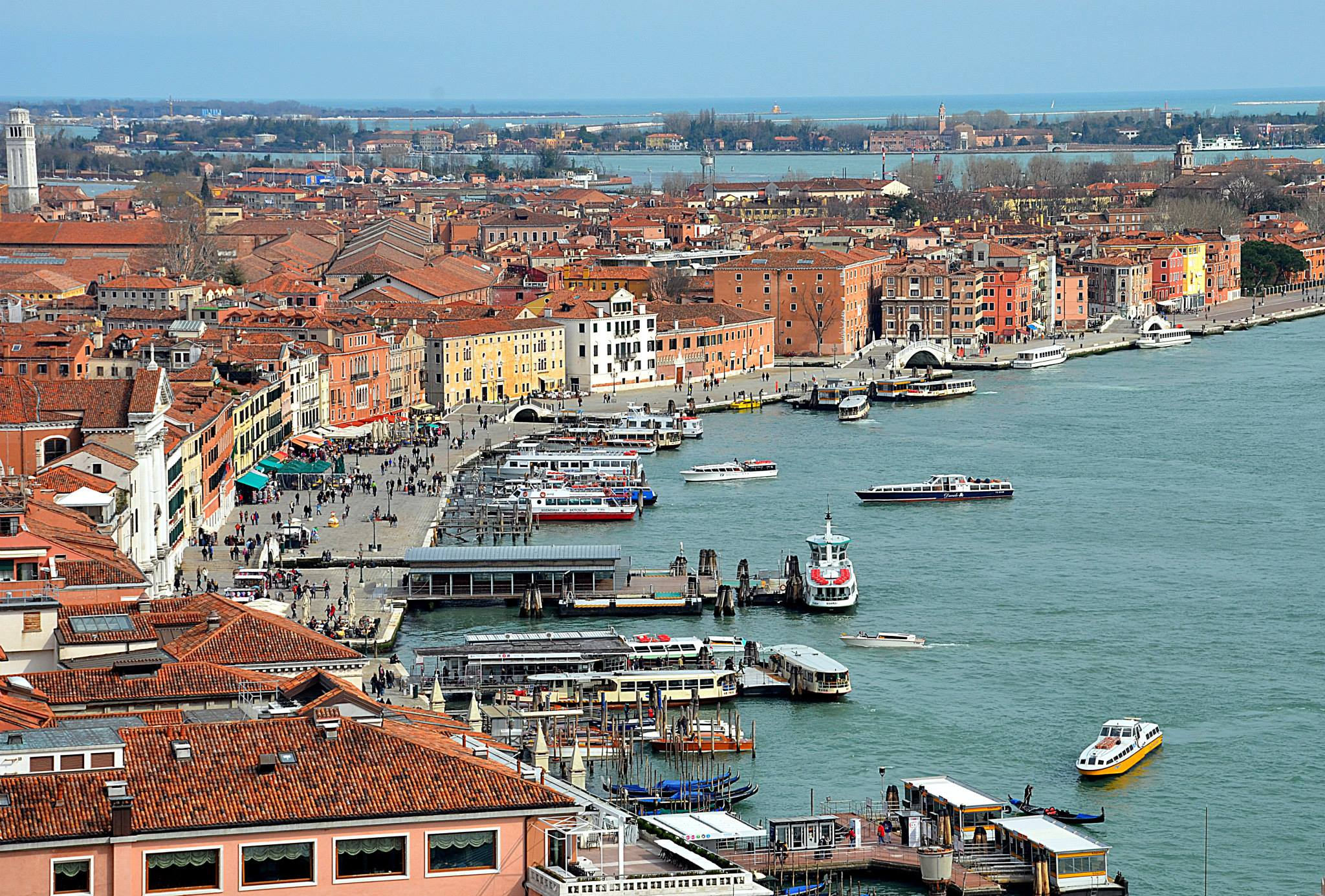
Venise
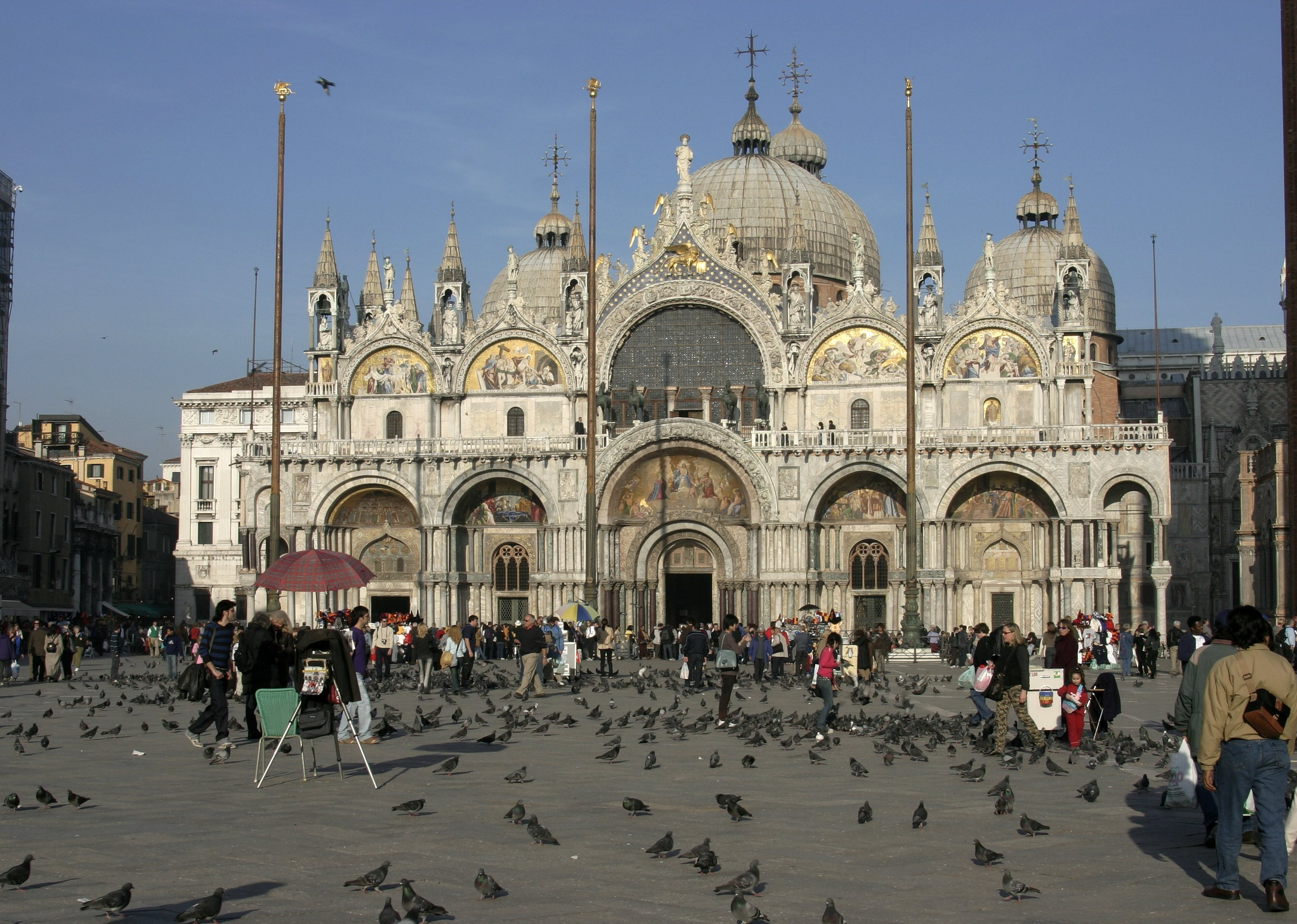
Place Saint-Marc
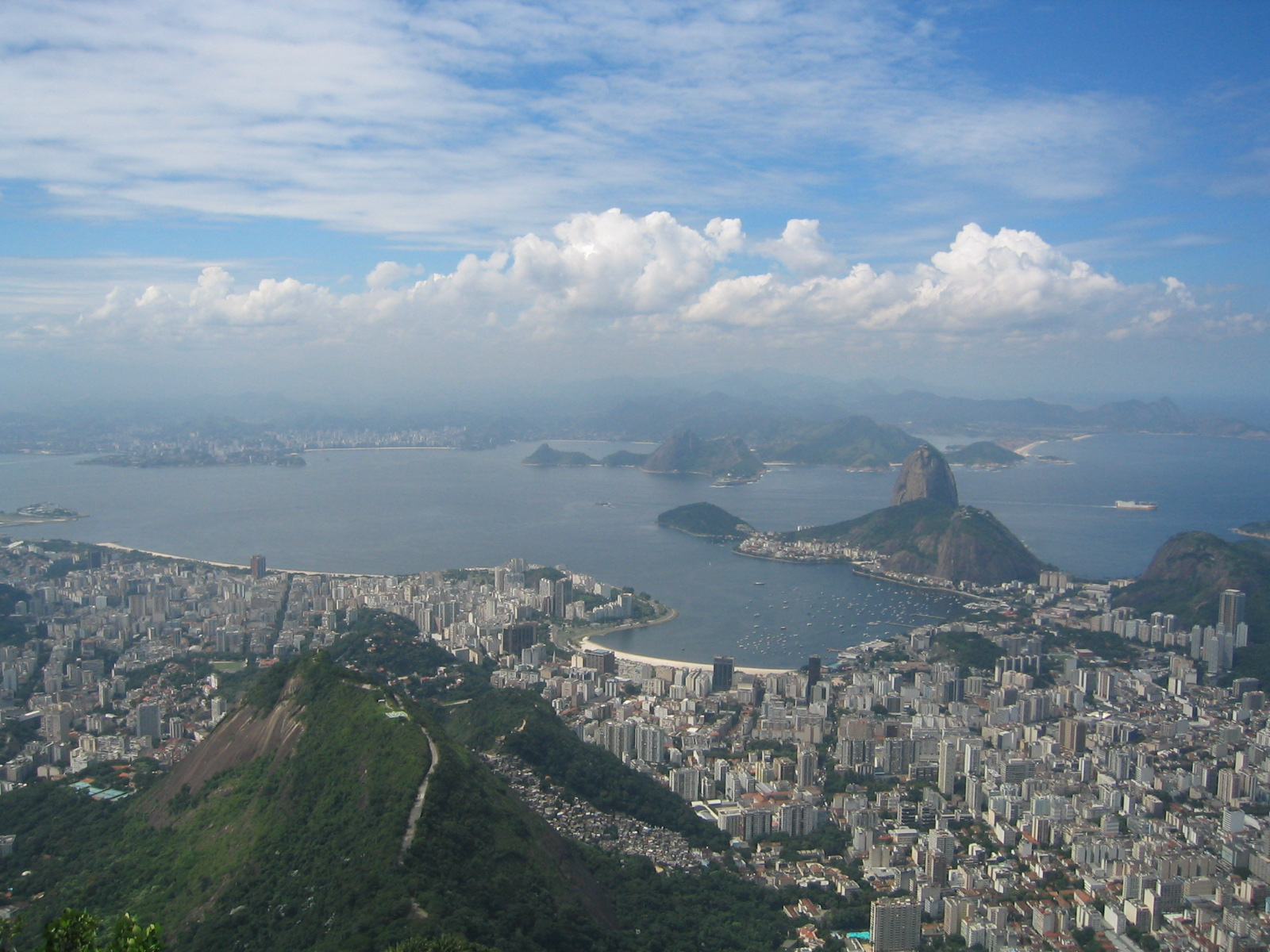
Rio de Janeiro
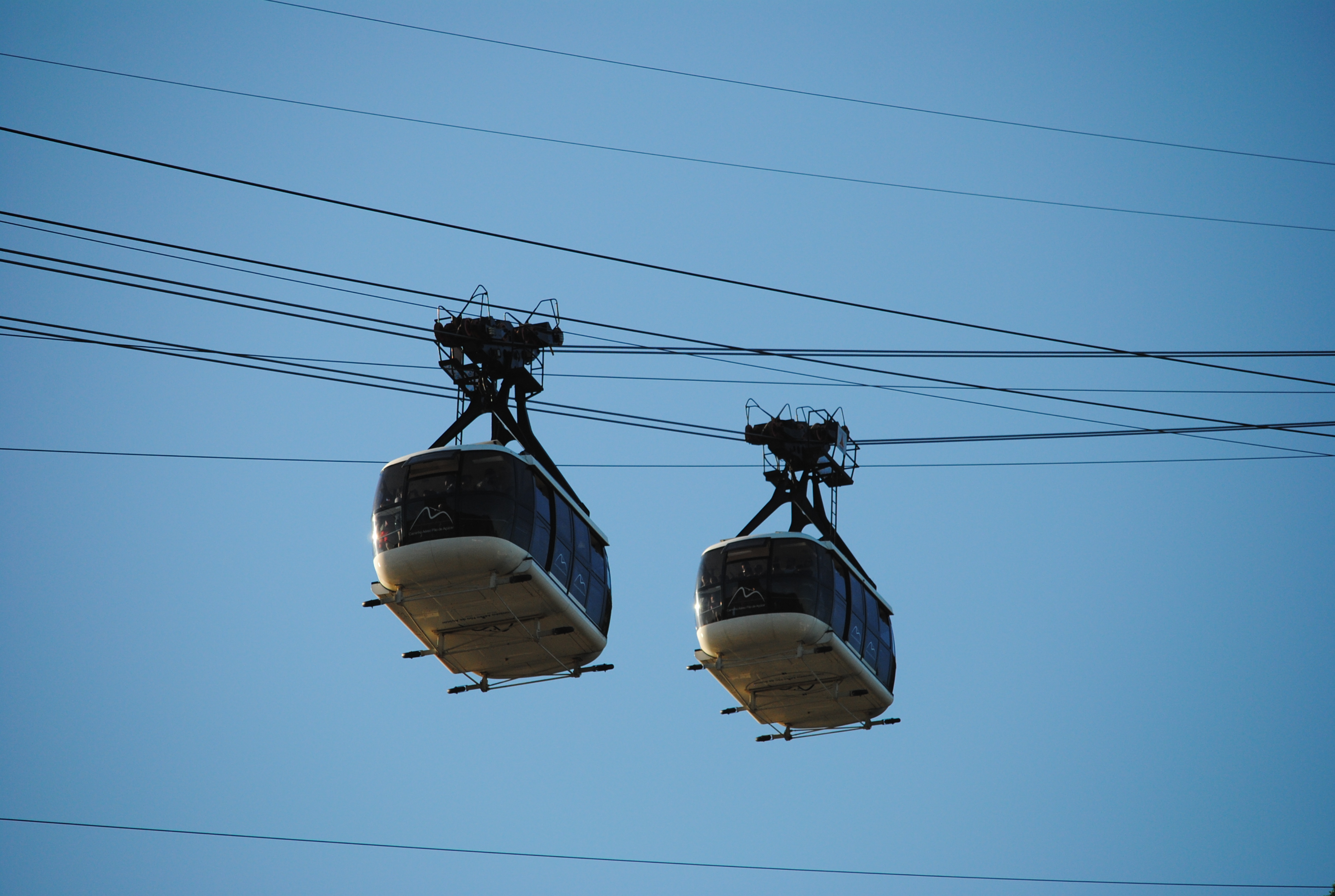
Combat sur les télécabines
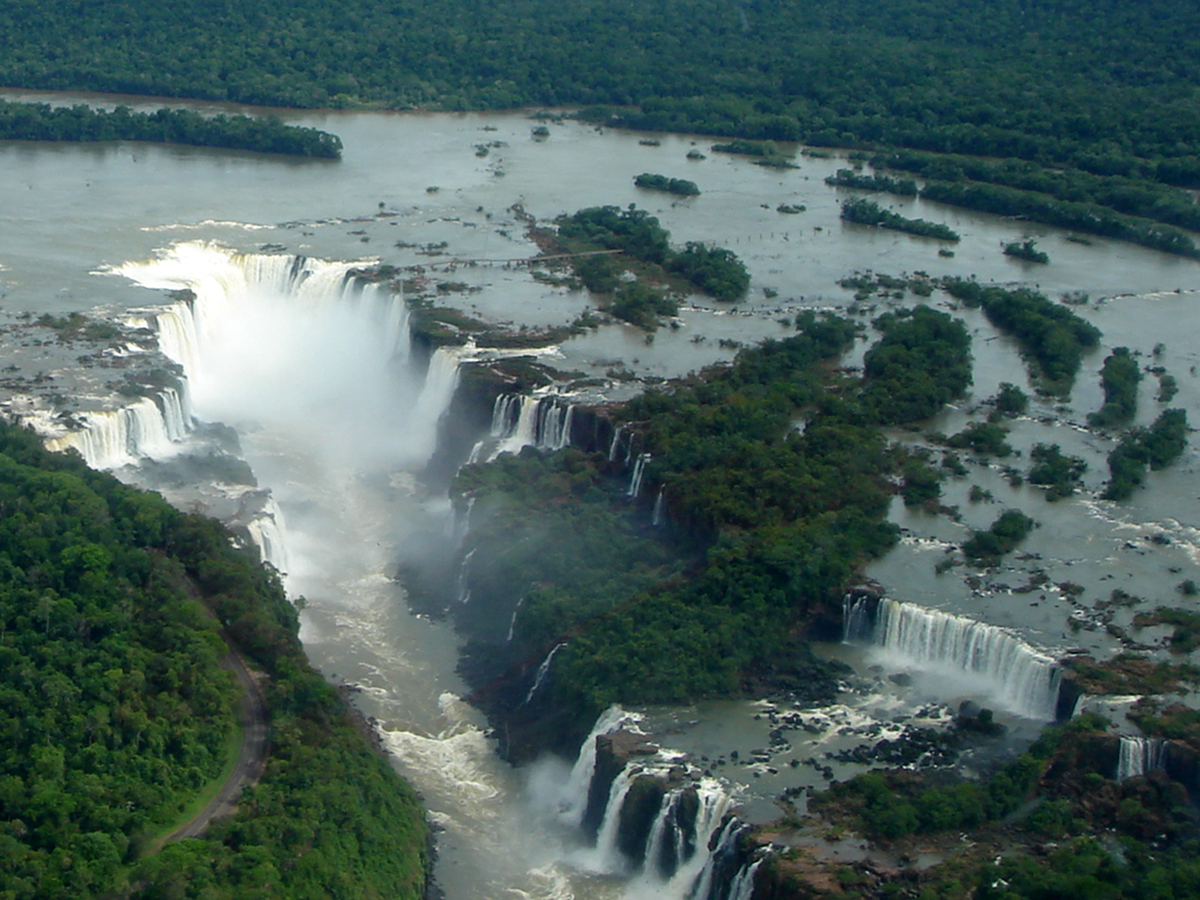
Chutes d'Iguazú
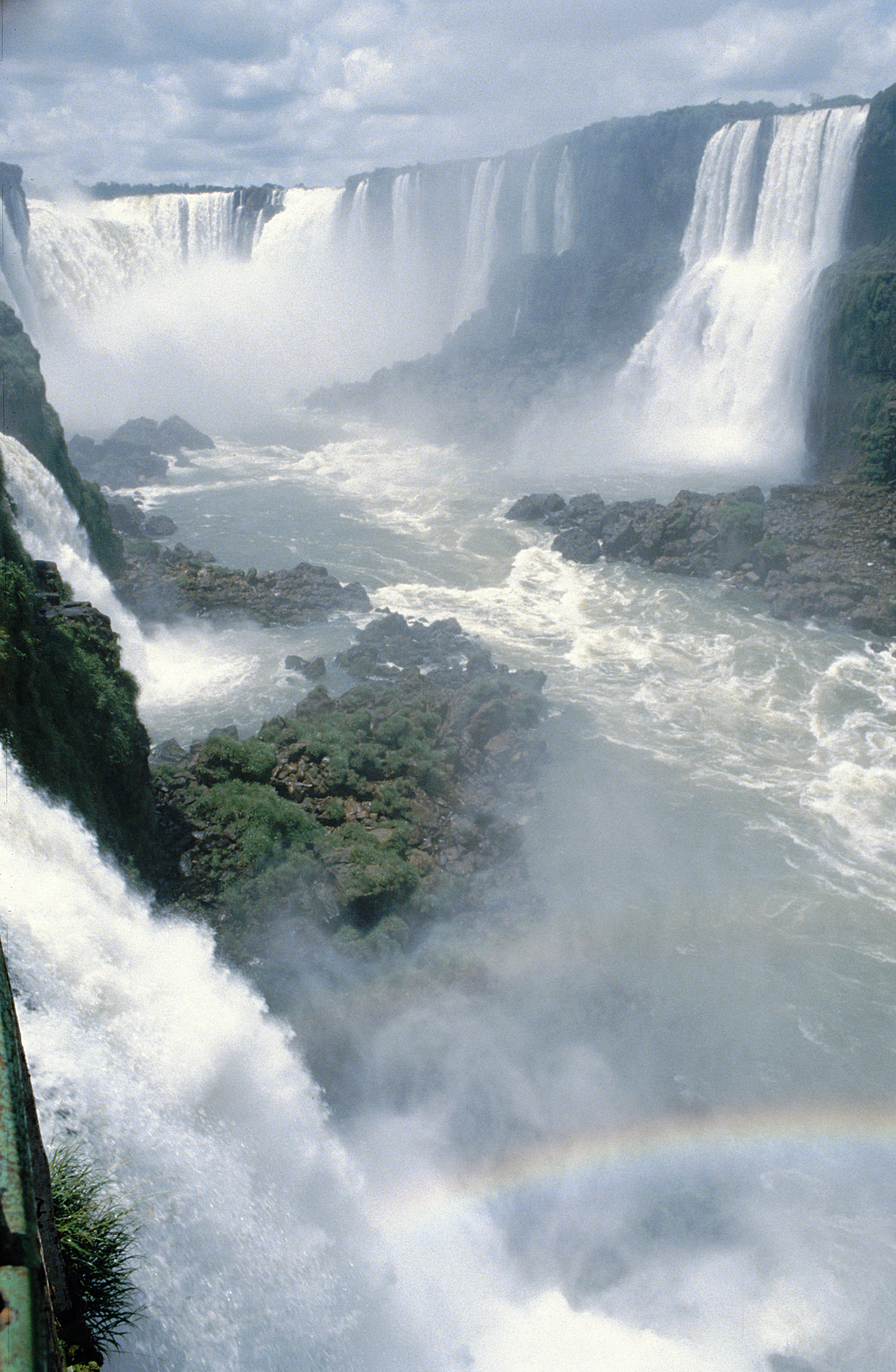
Chutes d'Iguazú
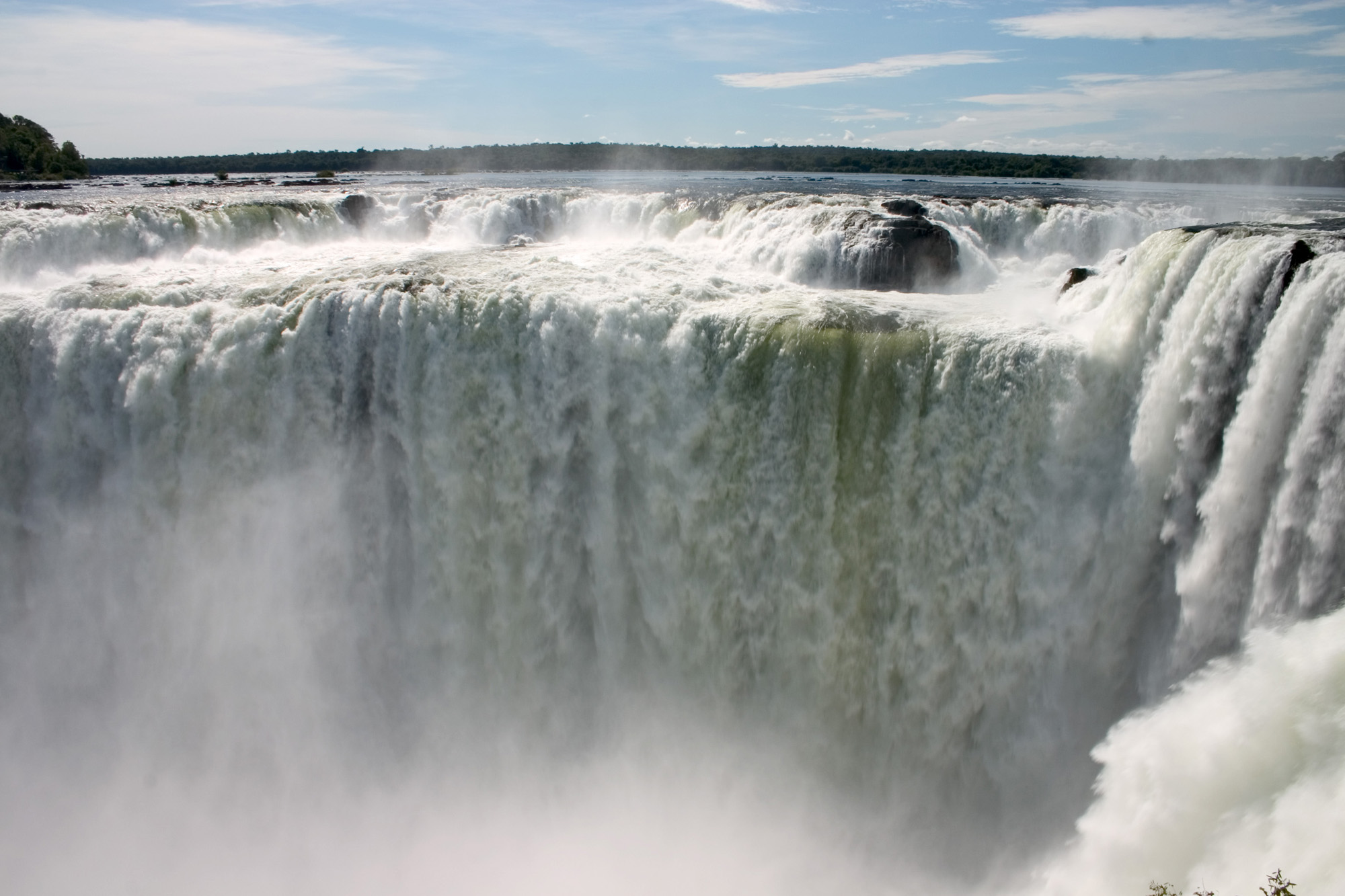
Chutes d'Iguazú
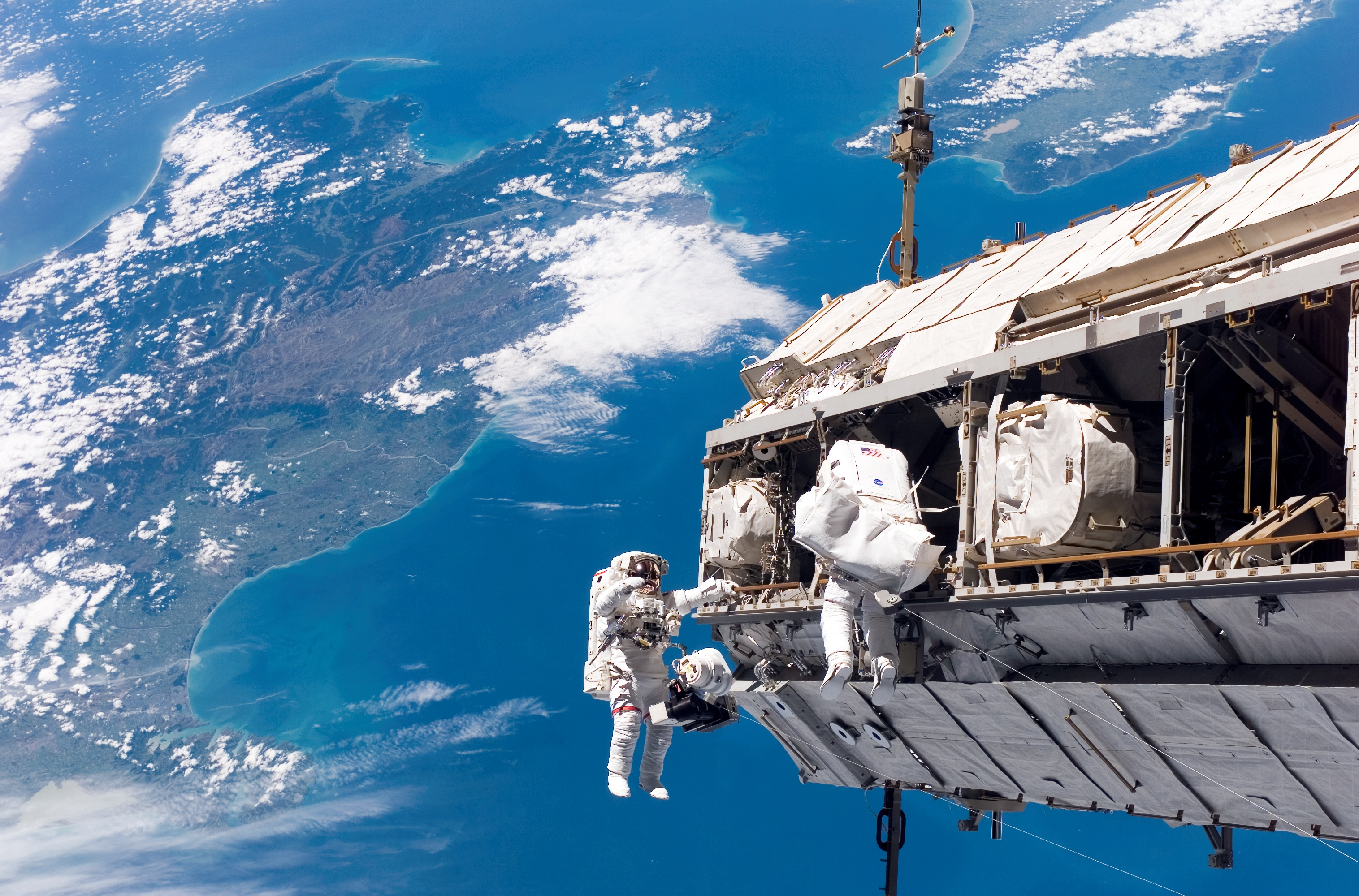
Espace

### Bande originale
Bandes originales James Bond
L'Espion qui m'aimait
(1977) Rien que pour vos yeux
(1981)
Après avoir été remplacé par Marvin Hamlisch pour L'Espion qui m'aimait, John Barry revient pour sa 8e bande originale d'un film de James Bond.
Frank Sinatra devait interpréter la chanson-titre du film, avant que Johnny Mathis ne soit engagé. Non satisfait par le titre, il quitte finalement le projet. Kate Bush refuse quant à elle d'y participer. C'est finalement Shirley Bassey, déjà interprète de "Goldfinger" et "Diamonds are Forever", qui est choisie quelques semaines à peine avant la sortie du film. "Moonraker" est écrite par Hal David, notamment auteur de "We Have All the Time in the World" sur la B.O. de Au service secret de Sa Majesté. Le film contient deux versions de la chanson, la ballade entendue dans le générique d'entrée et une version plus disco dans le générique de fin. Dans la confusion, United Artists commercialise en single la version disco sous le titre "Moonraker (Main Title)" et vice-versa. Contrairement à d'autres chansons de la saga, "Moonraker" n'est pas un succès dans les charts, en raison notamment du manque de promotion dû à la rapidité de l'enregistrement.
Cette bande originale marque un tournant dans le style musical que John Barry a voulu donner à la saga, abandonnant les cuivres au profit des cordes.
Comme évoqué précédemment, Moonraker étant une coproduction franco-britannique, les enregistrements de la bande originale sont effectués en France, au studio Davout (Studio A). durant la première quinzaine du mois d'avril 1979 avec l'orchestre symphonique de Paris, ses plus de 80 musiciens plus 12 chœurs, Le mixage sonore est assuré par l'ingénieur du son Roger Roche qui précise que ses relations de travail avec John Barry furent excellentes. La chanson thème est enregistrée le 7 (pour les parties instrumentales), 14 (pour la voix de Shirley Bassey) et 15 mai (pour les ajouts électroniques de Michael Boddiker) 1979, aux studios Warner de Los Angeles avec l'orchestre Warner Bros, le mixage est assuré par Dan Wallin.
Une grande partie des enregistrements multipistes de l'époque, captés au studio Davout, auraient été détruits ou perdus. Un nouvel enregistrement intégral fut envisagé durant le début des années 2010 grâce à un financement participatif, mais sans succès, pour des questions d'ordre juridique .
Les éditions sur disque compact, cassette et 33 tours ne contiennent pas l'intégralité des morceaux composés, dont le James Bond Theme entendu au début du métrage, la musique illustrant le détournement de la navette spatiale, ou celle accompagnant la poursuite des sphères à gaz. Environ 25 minutes sont restées inédites. Après 45 ans, Lalaland records annonce en novembre 2024, la sortie de la bande originale intégrale et remasterisée depuis les bandes 2 pouces. La sortie est annoncée pour janvier 2025.
Outre les compositions de Barry, on peut entendre des musiques empruntés à d'autres films. La mélodie composée sur le digicode du laboratoire à Venise est celle du film Rencontres du troisième type (1977). Albert R. Broccoli demanda directement l'autorisation à Steven Spielberg. Quelques années plus tard les rôles seront inversés avec le James Bond Theme dans Les Goonies. Lors de la scène de chasse  dans le château de Drax, les notes qui sortent de la trompe de chasse sont celles du début du film 2001, l'Odyssée de l'espace (1968), elles-mêmes extraites de "Ainsi parlait Zarathoustra", poème symphonique de Richard Strauss. La mélodie jouée lors de la chevauchée de James Bond pour rejoindre le couvent où l'attendent Moneypenny, « Q » et « M » est celle du film Les Sept Mercenaires (1960).
Liste des titres - Original Soundtrack Album
1. Moonraker (Main Title) – Shirley Bassey
2. Space Lazer Battle
3. Miss Goodhead Meets Bond
4. Cable Car and Snake Fight
5. Bond Lured to Pyramid
6. Flight into Space
7. Bond Arrives in Rio and Boat Chase (contient des éléments du thème 007)
8. Centrifuge and Corrine Put Down
9. Bond Smells a Rat
10. Moonraker (End Title) – Shirley Bassey

Liste des titres - LaLaLand Records 45th Anniversary Expanded Edition
1. Gunbarrel And Hijackers
2. Last Leg And Freefall Sequence
3. Main Title – Moonraker (Performed By Shirley Bassey)
4. California And The Drax Residence
5. Look After Mr. Bond And Chang’s Entry
6. Centrifuge
7. You Presume A Great Deal, Mr. Bond
8. 18-Carat
9. Corrine Put Down
10. Venini Glass And Bond Follows Holly
11. Funeral Barge – Venice Boat Chase
12. Bond Smells A Rat (Extended Version)
13. It Could Have Its Compensations
14. Bond Arrives In Rio
15. Cable Car Fight
16. Hello Dolly (Romeo & Juliet)
17. The Magnificent Seven
18. South American Boat Chase And Hang Glider Crash
19. Bond Lured To Pyramid (Film Version)
20. Snake Fight
21. Launch Program Commence And I Bid You Fare
22. Flight Into Space
23. Marines Get Ready And Emergency Stop
24. Space Laser Battle
25. Jaws And Dolly Reunited And Jaws Lends A Hand
26. Globes Destroyed
27. End Title – Moonraker (Extended Version) (Performed By Shirley Bassey)

## Sortie et accueil

### Box-office
| Mondial210 308 099 $ - États-Unis : 70 308 099 $ | France3 171 274 entrées - Paris : 824 147 entrées |

## Distinctions

### Récompense
- Goldene Leinwand 1980 pour United Artists[21]

### Nominations
- Oscars 1980 : meilleurs effets visuels
- Saturn Awards 1980 : meilleur film de science-fiction, meilleurs effets spéciaux, meilleur acteur dans un second rôle pour Richard Kiel

## Novélisation
Moonraker a fait l'objet d'une novélisation par Christopher Wood, dont l'histoire reprend le scénario du film écrit par lui-même. Elle a été publiée en 1979, au Royaume-Uni sous le titre de James Bond and Moonraker, et la même année en France, avec une traduction de André Gard chez Fleuve noir, sous le titre de James Bond 007 et le Moonraker.
Contrairement à la précédente novélisation de Christopher Wood pour L'Espion qui m'aimait, qui présentait des différences significatives entre le livre et le film, celle de Moonraker est presque identique au film. On peut toutefois relever quelques différences.
Le personnage de Corinne Dufour est renommé Trudi Parker et, contrairement à la plupart des romans de James Bond, Q est bien appelé Q et non « major Boothroyd ». La raison pour laquelle le Moonraker est envoyé en Angleterre est expliquée : il doit y recevoir une technologie anti-missile d'interception. La description physique de Drax est proche de celle que Fleming fait dans le roman (cheveux roux, visage défiguré...), on trouve également une trace germanique dans sa voix. La scène de la partie de chasse n'est pas présente dans la novélisation, mais Corinne / Trudi trouve la mort de la même façon. Chez Drax, 007 trouve un micro dans sa chambre. La course-poursuite en gondole est plus courte et son dénouement est différent : il n'y a pas de coussin gonflable.
Le personnage de Requin (nommé « Dents d'acier » dans la version française du roman) n'apparait pas dans la scène en parachute, ni dans la course-poursuite en bateau en Amérique du Sud ; sa petite amie Dolly n'apparait pas dans la novélisation. Sur le téléphérique, Holly utilise l'un de ses gadgets pour contrer Requin. Un satellite russe est envoyé à la station spatiale de Drax avant l'arrivée des Américains. Les hommes de Drax possèdent des véhicules lors du combat spatial, c'est d’ailleurs grâce à l'un d'eux que Requin désarrime le Moonraker 5 ; au cours du même combat, la priorité de Bond est de neutraliser une tourelle défensive. Les motivations de Drax sont approfondies : il justifie son investissement dans le programme spatial américain pour ne pas laisser aux Russes le contrôle de l'espace ; le but de son plan est entre autres de régler les futurs problèmes de surpopulation dont la conséquence serait la famine, plus la pollution et les guerres (qui feraient disparaitre l'héritage des civilisations et des arts).

## Autour du film
- À la différence des requins qui menaçaient Sean Connery dans Opération Tonnerre (1965), les pythons du repaire amazonien de Hugo Drax ne s’intéressaient pas du tout aux cascadeurs. L'eau étant trop froide pour leur confort, les reptiles s’arrangeaient pour en sortir le plus rapidement possible.
- Chang, le redoutable homme de main de Drax, est interprété par le maître aïkidoka Toshiro Suga, dont ce fut le premier film. Il était auparavant l’instructeur d’aïkido du producteur Michael G. Wilson.
- Dans la bande-annonce du film, quand Bond frappe Requin au visage, Bond écrase sa main contre la mâchoire métallique de Requin et en ressent une grande douleur. Nous avons alors un plan de Requin, moqueur, faisant un signe “non” de la tête, comme pour signifier que ce genre de choses est sans effet sur lui. Cette scène est coupée du montage final. Le générique laisse également apercevoir quelques plans plus larges du combat entre Bond et le python, eux aussi coupés au montage.
- Dans la version originale du film, le personnage de « Requin » s'appelle Jaws (mâchoires en anglais) en clin d'œil au titre original du film Les Dents de la mer (1975). À la fin du film, il sauve James Bond. L'acteur qui joue ce rôle est Richard Kiel, qui apparaît d'abord dans le film précédent, L'Espion qui m'aimait (1977).
- 2 tonnes de clous, 100 tonnes de métal, 220 techniciens et 3 000 mètres de bois de charpente et de menuiserie furent nécessaires pour construire les décors intérieurs de la station spatiale de Drax aux studios d'Épinay en France.
- La place où commence l’affrontement entre James Bond et Chang a également servi à une scène de Casino Royale (2006). Le combat qui les oppose dans le musée de verre vénitien fut l'occasion d'établir un record : jamais un film n'avait brisé une telle quantité de verre[réf. nécessaire].
- La seule voiture que Bond conduit dans ce film est une Mini Moke modifiée, lors d'une scène au repaire amazonien de Drax. On ne vit que deux fois (1967) est le seul film de Bond dans lequel 007 n'est jamais au volant d'une auto.
- Le budget de Moonraker était supérieur à ceux, cumulés, des six premiers films de Bond chez EON Productions. L'investissement se révéla rentable, puisque Moonraker fut le film de Bond qui fit le plus de recettes à l'époque de sa sortie jusqu'à ce qu'il soit battu par GoldenEye (1995).
- Lois Chiles, qui interprète dans le film le Dr. Holly Goodhead, avait décliné le rôle d'Anya Amasova dans L'Espion qui m'aimait (1977), ayant alors mis un arrêt temporaire à sa carrière. Elle décrocha ensuite le rôle d'Holly à la suite d'une rencontre inopinée avec le réalisateur Lewis Gilbert : ils se trouvaient par hasard à bord du même avion.
- L'acteur bilingue Michael Lonsdale fait un ennemi réussi, particulièrement sinistre. À l'origine il fut envisagé pour le rôle de Drax en raison de sa nationalité : la production avait besoin d'une vedette française parlant anglais afin de respecter la réglementation fiscale française concernant les coproductions.
- Moonraker fut le dernier film de Bernard Lee en tant que « M ». Il avait créé le rôle pour James Bond 007 contre Dr No (1962) et l'a conservé pendant les onze films suivants. Lee mourut en 1981 et, par respect pour sa mémoire, le film qui suivit sa mort, Rien que pour vos yeux (1981), ne comporte pas le personnage de « M ».
- Sur l'affiche du film figure Diane Thierry-Mieg, première femme de Thierry Sabine (1977-1984)[22].
- Le film fait au moins deux clins d'œil à d'autres films de science-fiction :
  - Lors de la scène de chasse, un cor fait entendre les premières notes du thème d'Ainsi parlait Zarathoustra de Richard Strauss figurant dans 2001, l'Odyssée de l'espace .
  - La musique de la serrure à codage électronique de la porte d'entrée du laboratoire vénitien de Drax, joue le thème musical culte du film Rencontres du troisième type
- Il est aussi fait un clin d'œil au western Les Sept Mercenaires sous forme d'illustration musicale lors du trajet à cheval de Bond, vêtu d'un poncho et d'un chapeau, à travers la Pampa.
- Parmi les sites envisagés pour le tournage figurait l'Inde. Il s'avéra que les décors naturels de ce pays ne cadraient pas avec l'intrigue.

Plusieurs membres de l'équipe technique font quelques apparitions (caméos) dans le film : Albert R. Broccoli joue un passant en chemise bleu qui se promène devant des gondoles à quai au moment où James Bond arrive à Venise. Lewis Gilbert joue le touriste qui se fait renverser malencontreusement de la bière sur la tête au moment où 007 traverse la place Saint-Marc à bord de la gondole. Michael G. Wilson joue un autre touriste à lunettes passant devant l'enseigne de la verrerie Venini, avec qu'un technicien de la NASA.
- Plusieurs scènes dans la station spatiale de Drax furent tournées, avant d’être supprimées. L’une d’entre elles, la scène de la « Love Chamber », a donc été filmée, comme l’attestent plusieurs photographies de plateau, avant d’être supprimée du montage final. Ken Adam a donc construit un décor entier, juste autour de cette idée au départ pas très sérieuse des scénaristes. Le script précise que deux astronautes de la station s’attèlent à la création d’une nouvelle race :  Bond ironise en disant que « quelqu’un prend le discours de Drax très à cœur ».
- Pour des raisons fiscales, la production délaissa Pinewood au bénéfice de la France, le plateau 007 de Pinewood étant utilisé seulement pour quelques effets spéciaux particulièrement délicats à réaliser.
- Roger Moore se présenta avec quelques jours de retard pour le tournage à Rio de Janeiro, pour raison médicale. Dès l'atterrissage, il se fit aussitôt maquiller et habiller pour retourner à l'avion afin d'y être filmé en train d'arriver à Rio en tant que James Bond.
- Si dans la version finale, le contact de Bond à Rio, Manuela est jouée par l’actrice arubaise Emily Bolton, les premières scènes furent filmées avec une actrice brésilienne du nom d’Adele Fátima. Pour une raison non évoquée, l’actrice ne fut pas gardée et les scènes furent filmées de nouveau.
- Tom Mankiewicz (scénariste), a indiqué qu’une scène où Drax se réunit avec ses collaborateurs dans la salle de réunion, juste en dessous des navettes Moonraker, a été coupée. Ce qui expliquerait sa présence dans le film, au moment où Bond rejoint Holly dans cette salle, et que la salle de réunion disparaît dans le sol pour se transformer en four crématoire sous la fusée.
- Vers 1 h 33 min 30 s, apparaît une vue d'ensemble de la station où la moitié des navettes spatiales Moonraker sont immobiles dans le vide, alors qu'elles sont censées être toutes arrimées à leur terminal.
- Ce film marque la dernière participation de Nikki Van der Zyl dans la saga, en tant que doubleuse de personnages féminins (elle a double six des onze James Bond girls principales entre James Bond 007 contre Dr. No et ce film, ainsi que de nombreux personnages féminins de second plan). Elle double ici le personnage de Corinne Dufour, jouée par l'actrice française Corinne Cléry.
- Dans le film Black Widow l’héroïne regarde un extrait de ce James Bond.
- L'auteur des bruitages feint d'ignorer que, dans l'espace, l'absence d'atmosphère empêche le son de se transmettre.